# Avrillé-les-Ponceaux
Avrillé-les-Ponceaux és un municipi francès, situat al departament de l'Indre i Loira i a la regió de Centre – Vall del Loira. L'any 2007 tenia 447 habitants.

## Demografia

### Població
El 2007 la població de fet d'Avrillé-les-Ponceaux era de 447 persones. Hi havia 184 famílies, de les quals 52 eren unipersonals (24 homes vivint sols i 28 dones vivint soles), 56 parelles sense fills, 64 parelles amb fills i 12 famílies monoparentals amb fills.
La població ha evolucionat segons el següent gràfic:
Habitants censats

### Habitatges
El 2007 hi havia 255 habitatges, 190 eren l'habitatge principal de la família, 22 eren segones residències i 43 estaven desocupats. 250 eren cases i 4 eren apartaments. Dels 190 habitatges principals, 152 estaven ocupats pels seus propietaris, 34 estaven llogats i ocupats pels llogaters i 4 estaven cedits a títol gratuït; 2 tenien una cambra, 13 en tenien dues, 44 en tenien tres, 42 en tenien quatre i 89 en tenien cinc o més. 34 habitatges disposaven pel capbaix d'una plaça de pàrquing. A 71 habitatges hi havia un automòbil i a 100 n'hi havia dos o més.

### Piràmide de població
La piràmide de població per edats i sexe el 2009 era:
| Homes | Edats   | Dones |
| ----- | ------- | ----- |
| 0     | 95 o +  | 0     |
| 4     | 90 a 94 | 12    |
| 0     | 85 a 89 | 4     |
| 8     | 80 a 84 | 0     |
| 12    | 75 a 79 | 24    |
| 8     | 70 a 74 | 4     |
| 12    | 65 a 69 | 12    |
| 4     | 60 a 64 | 16    |
| 8     | 55 a 59 | 0     |
| 12    | 50 a 54 | 4     |
| 24    | 45 a 49 | 12    |
| 0     | 40 a 44 | 16    |
| 28    | 35 a 39 | 12    |
| 4     | 30 a 34 | 24    |
| 8     | 25 a 29 | 0     |
| 12    | 20 a 24 | 4     |
| 16    | 15 a 19 | 4     |
| 12    | 10 a 14 | 12    |
| 4     | 5 a 9   | 28    |
| 12    | 0 a 4   | 8     |

## Economia
El 2007 la població en edat de treballar era de 282 persones, 211 eren actives i 71 eren inactives. De les 211 persones actives 184 estaven ocupades (100 homes i 84 dones) i 27 estaven aturades (12 homes i 15 dones). De les 71 persones inactives 25 estaven jubilades, 23 estaven estudiant i 23 estaven classificades com a «altres inactius».

### Ingressos
El 2009 a Avrillé-les-Ponceaux hi havia 191 unitats fiscals que integraven 461,5 persones, la mediana anual d'ingressos fiscals per persona era de 15.504 €.

### Activitats econòmiques
Dels 9 establiments que hi havia el 2007, 1 era d'una empresa de comerç i reparació d'automòbils, 5 d'empreses d'hostatgeria i restauració, 2 d'empreses de serveis i 1 d'una empresa classificada com a «altres activitats de serveis».
Els 3 serveis als particulars que hi havia el 2009 eren restaurants.
L'any 2000 a Avrillé-les-Ponceaux hi havia 12 explotacions agrícoles que ocupaven un total de 464 hectàrees.

## Equipaments sanitaris i escolars
El 2009 hi havia una escola elemental integrada dins d'un grup escolar amb les comunes properes formant una escola dispersa.

## Poblacions més properes
El següent diagrama mostra les poblacions més properes.